# Ğ

Ğ-breve

Ğ (onderkast: ğ), is een letter die gebruikt wordt in het Turks, Azerbeidzjaans, Krim-Tataars, Lazisch en Tataars. De unicode voor de hoofdletter is U+011E en voor de kleine letter U+011F. De Ğ is een G met een breve.

## Gebruik in Turks alfabet
In het Turks wordt de ğ ook wel de yumuşak ge of zachte g genoemd en dit is de negende letter van het Turks alfabet. De zachte g wordt bijna niet uitgesproken, zoals in het Turkse woord dağ (berg). Dit woord moet uit worden gesproken zonder dat je de laatste letter hoort.

## In andere talen
In andere talen, zoals Azerbeidzjaans, Krim-Tataars en Tataars wordt deze letter uitgesproken als gh. De Ğ wordt als hoofdletter alleen in het Krim-Tataars en Tataars gebruikt. Bijvoorbeeld Ğabdulla is de Tataarse weergave van de Arabische naam Abdullah.

## Ğ in namen
- Ertuğrul (Oğuzisch stamleider)
- Recep Tayyip Erdoğan (Turks president)
- Ekrem İmamoğlu (Turks politicus)
- Oğuz Atay (Turks schrijver)
- Tuğçe Güder (Turks model)
- Tuğrul Erat (Azerbeidzjaans voetballer)
- Uğur Yıldırım (Nederlands-Turks voetballer)